# Глувоћа
Глувоћа или глухоћа представља здравствени поремећај који се огледа у делимичној или потпуној немогућности слушног система да преноси надражаје. Глувоћа може бити узрокована наследним факторима, повредама или разним обољењима. Губитак слуха се може јавити у једном или оба ува. Уколико се код људи јави у раном животном добу, може утицати на способност учења језика, па се такве особе називају глувонемима и обично захтевају посебан третман. Код неких људи, посебно старијих особа, губитак слуха може да доведе до усамљености. Губитак слуха може да буде привремен или перманентан. Глува особа може мало да чује или да уопште не чује.
Губитак слуха може бити узрокован бројним факторима, укључујући: генетику, старење, излагање буци, неке инфекције, порођајне проблеме, повреде ува, и услед дејства појединих лекова или токсина. Честа стања која резултирају губитком слуха су хроничне инфекције ува. Поједине инфекције током трудноће, као што су сифилис и рубеола, могу да узрокују губитак слуха код детета. Губитак слуха се дијагнозира кад се тестирањем слуха утврди да особа не може да чује 25 децибела на бар једном уву. Тестирање лошег слуха се препоручује за сву новорођенчад. Губитак слуха може се категорисати као благ, умерен, умерено озбиљан, тежак или дубок. Постоје три главна типа губитка слуха: проводни губитак слуха, сензорно-неурални, и мешовити губитак слуха.
Око половине губитака слуха на глобалном нивоу може се спречити путем мера јавног здравља. Такве праксе обухватају имунизацију, одговарајућу пажњу током трудноће, избегавање јаке буке, и избегавање појединих лекова. Светска здравствена организација препоручује да младе особе ограниче употребу личних аудио плејера на један сат дневно у настојању да се ограничи излагање буци. Рана идентификација и подршка су посебно важни код деце. За многе су корисни слушни апарати, знаковни језик, кохлеарни импланти и титловање. Читање усана је још једна корисна вештина да се развије. Међутим, приступ слушним помагалима је ограничен у многим подручјима света.
До 2013. године губитак слуха је утицао на око 1,1 милијарду људи у некој мери. То изазива инвалидност код 5% (360 до 538 милиона) и умерену до тешке инвалидности код 124 милиона људи. Од оних са умереном до тешке инвалидности 108 милиона живи у земљама са ниским и средњим приходима. Од оних са губитком слуха, процес је започео током детињства код 65 милиона људи. Они који користе знаковни језик и који су чланови културе глувих виде себе као различите, пре него болесне особе. Већина чланова културе глувих се противи покушајима да се излечи глувоћа и део ове заједнице гледа на кохлеарне импланте са забринутошћу, јер имају потенцијал да елиминишу њихову културу. Појам оштећења слуха често се негативно посматра, јер наглашава оно што људи не могу да чине.

## Појам
Медицински израз за глувоћу је surditas (из латинског језика). Ако се код људи јави у раном животном добу, може утицати на способност учења језика, па се такве особе називају глувонемима и обично захтевају посебан третман. Међутим, ако се јави у каснијем добу након природног учења говора, назива се постлингвална или касна глувоћа.
Око 98% особа које се сматрају потпуно глувим имају такозване остатке слуха. Стога се појам „глувоћа“ изједначава с појмовима наглувост великог степена, велико оштећење слуха, остатак слуха и слично. Ради се о ограниченом обиму слуха, при којем се звук акустично не може детектирати, или само помоћу средстава (апарата) за побољшавање слуха као што су такозвани кохлеарни имплантати. Ипак, може ли се помоћу ових средстава разумети говор или не, ствар је сваког појединца.
Појам глувонем, за особе које имају проблем са слухом, сматрају дискриминишућим, јер у многим светским језицима садржи одређене негативне конотације којима се глуве особе представљају „глупим“ или „неспособним“ за живот. Глуве особе могућност говора сматрају мање важном могућношћу комуникације. Ипак оне могу комуницирати с околином било помоћу знаковног језика или обичним говором. Орализам је учење глуве и наглуве деце о комуникацији засновано искључиво на језику, при којем се она уче да у комуникацији не користе знаковни језик већ се служе претежно читањем с усана и сличним техникама.

## Узроци и дијагностика
Према Међународној класификацији болести (МКБ 10), глувоћа и наглувост се сврстава у одељке Х90 и Х91 заједно са сродним потешкоћама у групу Губитак слуха. Глувоћа се може посматрати и на друге начине, као оштећења и смањења рада органа за слух. Тако се на пример „централном глухоћом“ назива појава када су слушни органи неоштећени и функционални, али се у мозгу не могу обрадити информације и подражаји које долазе из ува. Због тих поремећаја, моге се издвојити поремећаји који се уопштено називају психогена глувоћа, а која се у МКБ10 сврстава у психичке поремећаје у поглављу Ф.
Што се тиче глувоће (лат. Surditas), она се дели на потпуну глувоћу за све звучне надражаје те глувоћу са још увек присутном перцепцијом за одређене тонове. Физички дефинисан обим глувоће по правилу се одређује аудиометријским поступцима, чији се крајњи резултат представља аудиограмом. На њему се може одредити степен недостатка слуха. Стечена глувоћа (нпр. оштећења унутрашњег ува) може бити изазвана менингококама (менингитис), енцефалитисом, шарлахом, туберкулозом, остеомиелитисом, обољењима унутрашњег уха, отосклерозом, баротраумама и многим другим.
Урођена глувоћа може настати било пренатално путем рубеолне ембриопатије, некомпатибилности Rh фактора са керниктерусом (билирубинском енцефалопатијом), наслеђеним особинама (претежно аутосомално-рецесивним) као и одређеним синдромима. Познати синдроми који изазивају глувоћу су, између осталих, Ушеров синдром (ограничење видног поља) или Варденбургов синдром (аномалија пигмента у кожи, коси или очима, што се на пример огледа у различитим бојама шаренице). Остали синдроми су Алпортов, Јервел-Ланге-Нилсенов, Кокејнов и Пендредов синдром.

## Дијагноза и диференцијација
Дијагноза глувоће се врши помоћу посебних слушних тестова. Код дојенчади и мале деце раније су се користили акустични давачи сигнала, чији сигнали би се одбијали од бубне опне у уву и изазивали рефлекс. Ако би рефлекс изостао, сумњало би се на недостатак слуха. Међутим, ова метода је имала знатне суштинске недостатке и давала је врло нетачне податке, па је данас неприкладна за дијагностику оштећења слуха код мале деце. Данашњи стандард код новорођенчади и особа које нису у могућности да се изразе (да дају повратне информације) своје проблеме су  и BERA методе, те разне аудиограмске методе у зависности од старости пацијента.
Постоји низ поремећаја које треба разликовати од глувоће, на пример:
- свјесна воља да се „не чује“
- наглувост (hypoacusis)
- немост, афазија (немогућност говора)
- потешкоће у развоју говора
- аутизам
- потешкоће у развоју (психичка ретардација)
- схизофренија
- синдроми страха са алогијом
- поремећаји пажње и слично.

Ови поремећаји се од глухове могу разликовати (диференцирати) другим показатељима попут социјалног понашања, комуникације и способности и начина говора.

## Култура и свакодневница

### Говор
Као специфични језик глувих особа традиционално се сматра знаковни језик подручја у којем живе, а који се развија тамо где се сусрећу две или више глувих особа. Особе којима је знаковни језик уједно и матерњи језик, увек размишљају на том језику. Знаковни језик такође користе и особе са нормалним слухом, и не само у комуникацији са глувим већ и између себе, на примјер рођаци и пријатељи глувих особа, преводиоци знаковног језика, педагози и уопштено особе које занима знаковни језик. Знаковни језик такође између себе користе и северноамерички Индијанци и аустралијски Абориџини. И тих разлога и због своје специфичности, знаковни језици су од великог интереса за лингвисте.
Знаковни језици су потпуни језици, који имају све особине говорног језика. Они поседују властиту граматику, при чему простор испред тела особе која га говори игра изузетно велику улогу. Сваки знак овог језика може се фонолошки разложити на фонеме, који обухватају четири параметра: конфигурацију руке, њену оријентацију, покрет и положај. Осим тога, држање тела, динамика покрета, мимика а понекад и покрети усана играју додатну улогу при споразумијевању.
Знаковни језик није универзалан. Они могу бити потпуно неразумљиви између заједница из различитих подручја. Усвојена је конвенција да се знаковни језик у свакој земљи означава засебном скраћеницом (нпр. ASL за Северну Америку, LSF за Француску, DGS за Немачку, ÖGS за Аустрију, YSL за земље бивше Југославије итд). Развој знаковних језика дешава се независно од говорног језика неког подручја.

### Образовање
Глувоћа која се јави у раном детињству знатно утиче на могућност учења говора, јер око 90% глуве деце има родитеље који могу чути и немају знање знаковног језика. Њихов одгој и школско образовање су најчешће једнојезични, усмерени на језик те земље као и на усмени начин, а врло често се знаковни језик заобилази или потискује.

## Истраживања

### Трансплантација матичних ћелија и генска терапија
Једна студија из 2005. године је успешно остварила поновни раст кохлеаских ћелија код замораца. Међутим, поновни раст кохлеанских ћелија не подразумева ресторацију слушне сензитивности, јер сензорне ћелије могу или не морају да успоставе везе са неуронима који преносе сигнале од ћелија длачица до мозга. Студија из 2008. године је показала да генска терапија којим се делује на Atoh1 може да узрокује раст ћелија длаке и да привуче неуронске процесе у ембрионским мишевима. Део научне заједнице се нада да ће сличан третман једног дана моћи да побољша губитак слуха код људи.
Недавна истраживања, објављена 2012. године остварила су раст кохлеаских нервних ћелија, што је довело до побољшања слуха код скочимишева, користећи матичне ћелије. Такође је објављено током 2013. године да долази до поновног раста ћелија длаке у пужу код глувих одраслих мишева при примени лекова, што доводи до побољшања слуха. Фондација за слушно здравље у САД започела је пројекат под називом „Пројекат рестаурације слуха”. Исто тако организација „Деловање на губитак слуха” у УК је усредсређена на обнављање слуха.
Истраживачи су известили 2015. године да су генетички глуви мишеви који су били третирани са TMC1 генском терапијом делимично повратили своје чуло слуха. Године 2017, додатне студије су спроведене с циљем третирања синдрома Ушера и установљено је да рекомбинатни адено-асоцирани вирус надмашује старије векторе.

### Слух
Поред истраживачких студија усмерених на побољшање слуха, као што су оне горе наведене, истраживачке студије на глувима су такође спроведене како би се боље разумео слух. Пајџил и Шварц (2005) су спровели своју студију на глувима који су оглувели касније у животу и стога су користили кохлеанске импланте да би чули. Они су открили додатне доказе да брзина кодирања тона, систем који кодира информације о фреквенцијама путем брзине којом неурони шаљу сигнале у слуховни систем, нарочито за ниже фреквенције, јер су оне кодиране фреквенцијама којима се неурони активирају из базиларне мембране у синхроном маниру. Њихови резултати су показали да су субјекти могли да идентификују различите тонове који су били пропорционални фреквенцији стимулисаној једним електродом. Ниже фреквенције су детектоване када је базиларна мембрана била стимулисана, што пружа додатне доказе за кодирање брзине.